# Critot
Critot település Franciaországban, Seine-Maritime megyében. Lakosainak száma 528 fő (2022. január 1.). Critot Bosc-Bérenger, Cailly, Cottévrard, Esteville, Rocquemont, Saint-Martin-Osmonville és Yquebeuf községekkel határos.

## Népesség
A település népességének változása:
| Lakosok száma | 503  | 483  | 495  | 465  | 459  | 458  | 481  | 505  | 528  |
|               | 2013 | 2015 | 2016 | 2017 | 2018 | 2019 | 2020 | 2021 | 2022 |